# Droit d'auteur au Canada
 (janvier 2023).
Au Canada, le droit d'auteur  est le monopole d'exploitation temporaire accordé sur les œuvres de l’esprit originales. Plus précisément, en vertu de la Loi sur le droit d’auteur, il s'agit notamment du droit exclusif de produire ou reproduire la totalité ou une partie importante d'une œuvre, sous une forme matérielle quelconque, d’en exécuter ou d’en représenter la totalité ou une partie importante en public et, si l’œuvre n’est pas publiée, d’en publier la totalité ou une partie importante.

## Législation
Le Canada a adhéré à la Convention de Berne du 9 septembre 1886.
En droit interne,  la section 91(23) de la Constitution confère au gouvernement fédéral  le pouvoir exclusif de légiférer en matière de droit d'auteur. La Loi sur le droit d'auteur régit l’essentiel de la matière.

### Champ d’application
Le droit d'auteur protège les œuvres de l’esprit, mais pas les idées qu’elles expriment, qui restent de libre parcours. Dans l'arrêt Moreau c. St. Vincent, repris dans l'arrêt CCH Canadienne Ltée c. Barreau du Haut-Canada, on explique qu'« [u]n principe fondamental du droit d’auteur veut que l’auteur n’ait pas un droit sur une idée, mais seulement sur son expression. Le droit d’auteur ne lui accorde aucun monopole sur l’utilisation de l’idée en cause ni aucun droit de propriété sur elle, même si elle est originale. Le droit d’auteur ne vise que l’œuvre littéraire dans laquelle elle s’est incarnée.  L’idée appartient à tout le monde, l’œuvre littéraire à l’auteur ».

## Conditions générales du droit d'auteur

### Originalité
Pour qu'une œuvre soit protégée par le droit d'auteur, celle-ci doit être "originale". La Juge en Chef Beverley McLachlin explique dans l'arrêt CCH Canadienne Ltée c. Barreau du Haut-Canada, qu'est ce que l’originalité en vertu de la Loi sur le droit d’auteur : « Pour être « originale » au sens de la Loi sur le droit d’auteur , une œuvre doit être davantage qu’une copie d’une autre œuvre.  Point n’est besoin toutefois qu’elle soit créative, c’est-à-dire novatrice ou unique.  L’élément essentiel à la protection de l’expression d’une idée par le droit d’auteur est l’exercice du talent et du jugement.  J’entends par talent le recours aux connaissances personnelles, à une aptitude acquise ou à une compétence issue de l’expérience pour produire l’œuvre.  J’entends par jugement la faculté de discernement ou la capacité de se faire une opinion ou de procéder à une évaluation en comparant différentes options possibles pour produire l’œuvre. Cet exercice du talent et du jugement implique nécessairement un effort intellectuel.  L’exercice du talent et du jugement que requiert la production de l’œuvre ne doit pas être négligeable au point de pouvoir être assimilé à une entreprise purement mécanique.  Par exemple, tout talent ou jugement que pourrait requérir la seule modification de la police de caractères d’une œuvre pour en créer une « autre » serait trop négligeable pour justifier la protection que le droit d’auteur accorde à une œuvre originale ».

### Fixation
Dans l'arrêt Gould Estate v. Stoddart Publishing Co., le juge Lederman cite l'arrêt Canadian Admiral Corp. v. Rediffusion Inc:
This interpretation runs counter to judicial decisions which have held that for copyright to subsist in a work, it must be expressed in material form and having a more or less permanent endurance. 
Ainsi, pour qu'une œuvre soit protégé au sens de la Loi sur le droit d’auteur, la règle générale veut que l’œuvre doit être fixé, se retrouve physiquement sur un support. Dans l'arrêt Théberge c. Galerie d'Art du Petit Champlain inc., le juge Binnie atteste que :  
La fixation matérielle étant essentielle à la production d’une œuvre, elle l’est aussi à sa reproduction.  La fixation à un nouveau support matériel constitue donc l’élément fondamental de l’acte de « reproduire [. . .] sous une forme matérielle quelconque ».  Cependant, alors que l’œuvre est originale, sa reproduction, elle, ne l’est forcément plus.  Reproduire une œuvre consiste donc essentiellement en la fixation matérielle ultérieure et non originale d’une première fixation matérielle originale.  Un tel comportement relève du plagiat et constitue une violation des droits du titulaire du droit d’auteur trouvés au par. 3(1)  L.d.a. 

## Droits patrimoniaux
Le droit économique consiste pour l'auteur è exploiter les droits que la Loi sur le droit d'auteur lui accorde au paragraphe 3.1.

## Droit moral
La section 14.1 de la loi protège le droit moral des auteurs. Ce droit ne peut être cédé, mais il peut faire l'objet d’une renonciation par contrat. 

## Durée
Selon la législation canadienne, la durée des droits patrimoniaux est de 70 années après l'année de décès de l'auteur.

## Exceptions
En application du principe de l'utilisation équitable (anglais : fair dealing), il existe des exceptions aux violations du droit d'auteur.

## Annexe